# Шахова олімпіада 2004

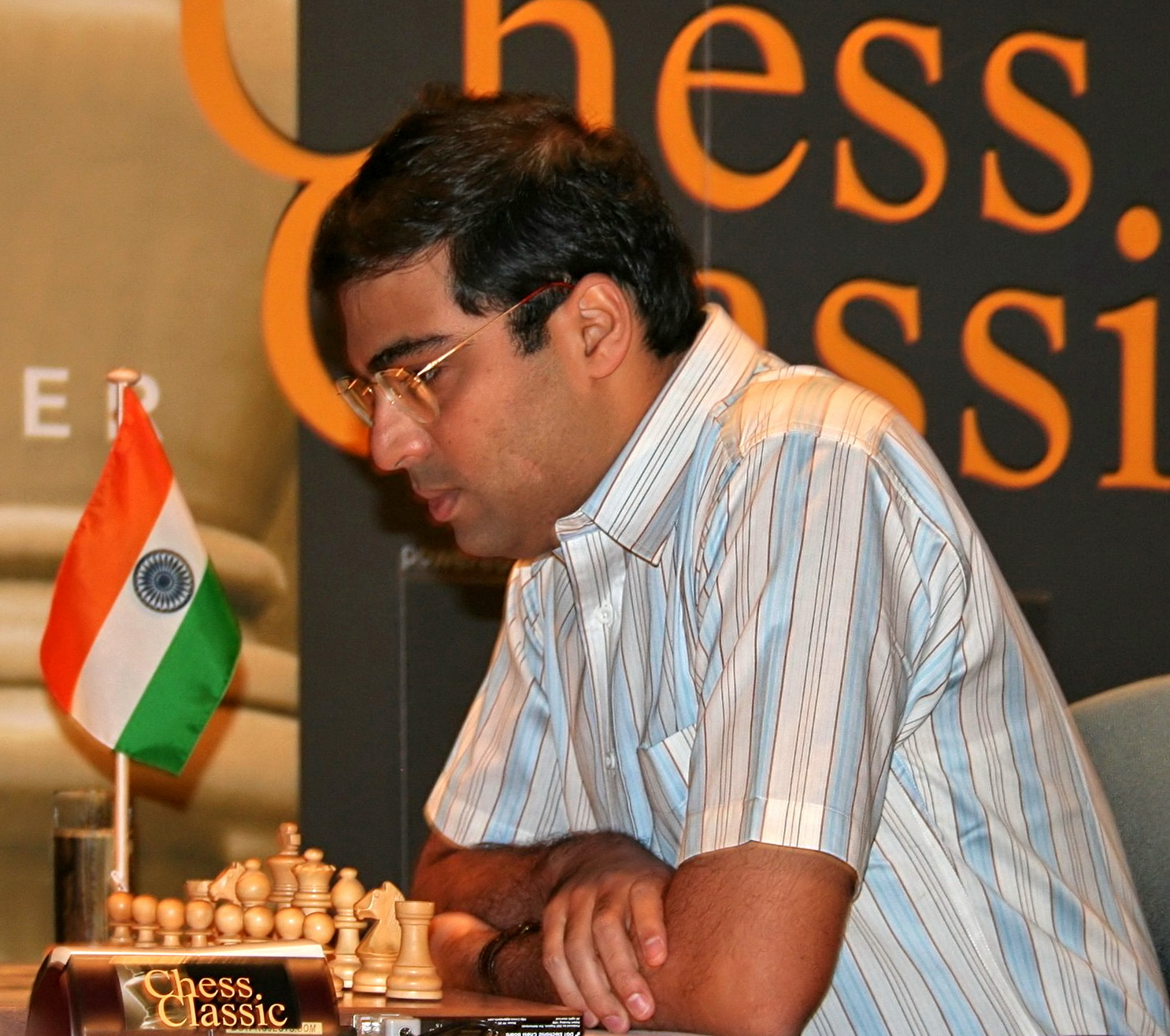
Вішванатан Ананд

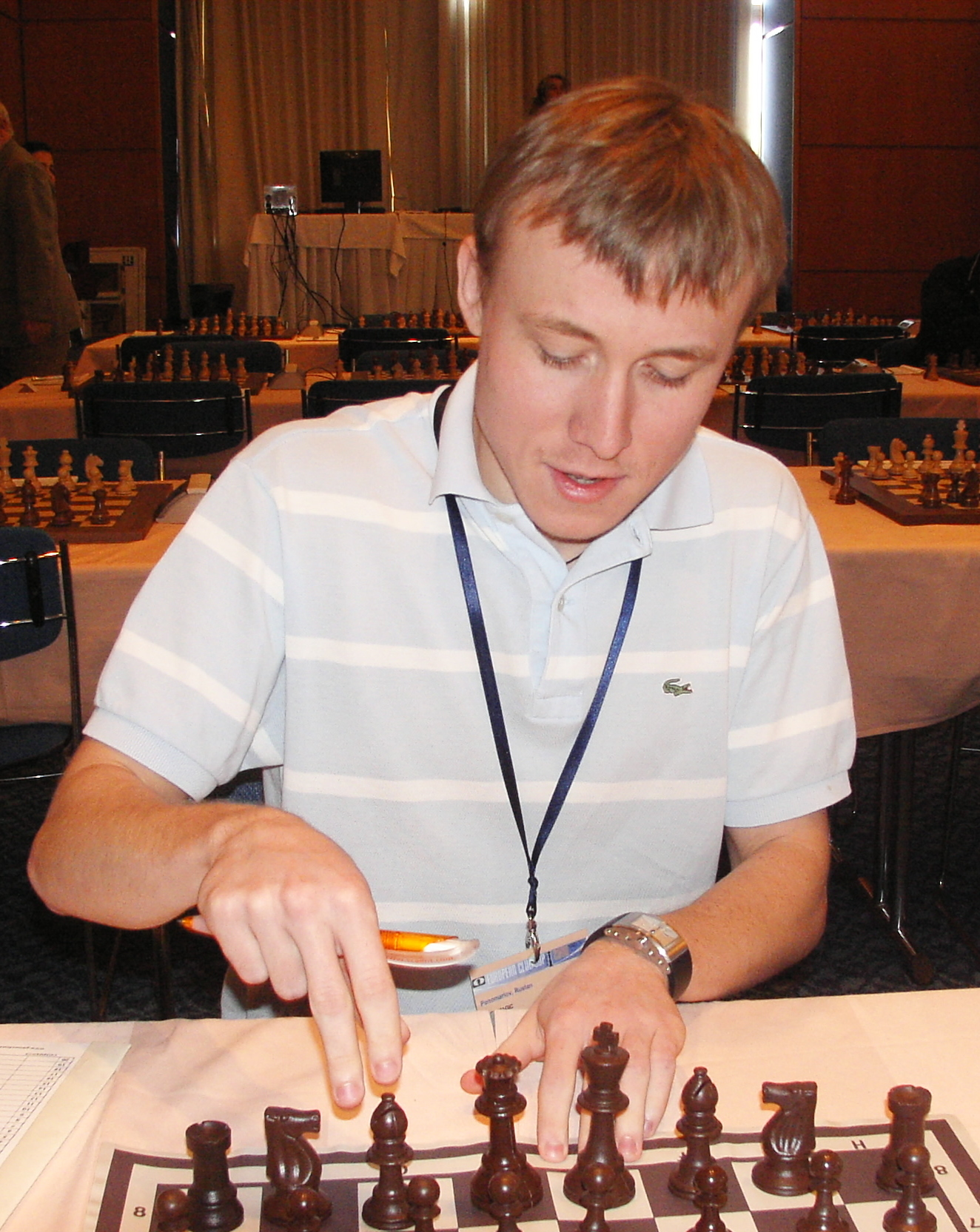
Руслан Пономарьов

36-а Всесвітня шахова олімпіада проходила в іспанському місті Кальвія, з 14 жовтня 2010 року по 31 жовтня 2004 року.
Участь в олімпіаді взяло 130 чоловічих і 87 жіночих команд.
Склади команд у чоловіків: 4 основних та 2 запасних учасника; у жінок: 3 основних та 1 запасна учасниця. Змагання проводились за швейцарською системою для командних змагань у 14 турів.

## Чоловіки

### Десятка призерів
| Місце | Команда    | Склад | Стартовий номер | Перемоги | Нічиї | Поразки | Очки |
| ----- | ---------- | --- | --------------- | -------- | ----- | ------- | ---- |
| 1     | Україна    | Василь Іванчук, Руслан Пономарьов, Андрій Волокітін, Олександр Моїсеєнко, Павло Ельянов, Сергій Карякін                  | 2               | 10       | 4     | 0       | 39½  |
| 2     | Росія      | Олександр Морозевич, Петро Свідлер, Олександр Грищук, Олексій Дреєв, Олександр Халіфман, Вадим Звягінцев                 | 1               | 11       | 0     | 3       | 36½  |
| 3     | Вірменія   | Володимир Акопян, Левон Аронян, Рафаель Ваганян, Смбат Лпутян, Габріель Саркісян, Арташес Мінасян                        | 4               | 8        | 4     | 2       | 36½  |
| 4     | США        | Олександр Оніщук, Олександр Шабалов, Олександр Гольдін, Григорій Кайданов, Ігор Новіков, Борис Гулько                    | 10              | 7        | 4     | 3       | 35   |
| 5     | Ізраїль    | Борис Гелфанд, Еміль Сутовський, Ілля Смірін, Борис Аврух, Олександр Гузман, Михайло Ройз                                | 3               | 7        | 5     | 2       | 34½  |
| 6     | Індія      | Вішванатан Ананд, Крішнан Сашікіран, Пентала Харікрішна, Сурья Шехар Гангулі, Абгіджіт Кунте, Чанда Сандіпан             | 5               | 10       | 0     | 4       | 34   |
| 7     | Куба       | Леньєр Домінгес, Лазаро Брузон, Ніріс Дельгадо, Хесус Ногейрас, Вальтер Аренчібія, Юнескі Квезада                        | 18              | 8        | 2     | 4       | 33½  |
| 8     | Нідерланди | Люк Ван Велі, Іван Соколов, Сергій Тівяков, Ян Тімман, Ерік Ван Ден Дол, Фрісо Нейбур                                    | 8               | 9        | 1     | 4       | 33   |
| 9     | Болгарія   | Кіріл Георгієв, Олександр Дельчев, Іван Чепарінов, Василь Спасов, Борис Четальбашев, Юліан Радульський                   | 20              | 9        | 1     | 4       | 32½  |
| 10    | Іспанія    | Олексій Широв, Вальєхо Понс, Мігель Ільєскас, Роберто Сіфуентес Парада, Альфонсо Ромеро Холмс, Жульєн Арізменді Мартінез | 7               | 8        | 3     | 3       | 32½  |

### Особовий залік
| Ім'я              | Країна   | ФІДЕ рейтинг на Липень 2004 | Шахівниця | Зіграв ігор | Здобув балів | Кінцевий рейтинг |
| ----------------- | -------- | --------------------------- | --------- | ----------- | ------------ | ---------------- |
| Баадур Джобава    | Грузія   | 2614                        | 4         | 10          | 8½           | 2842             |
| Вішванатан Ананд  | Індія    | 2781                        | 1         | 11          | 8            | 2824             |
| Василь Іванчук    | Україна  | 2705                        | 1         | 13          | 9½           | 2819             |
| Рафаель Ваганян   | Вірменія | 2640                        | 3         | 11          | 8½           | 2818             |
| Петро Свідлер     | Росія    | 2735                        | 2         | 9           | 6½           | 2811             |
| Майкл Адамс       | Англія   | 2740                        | 1         | 13          | 10           | 2773             |
| Андрій Волокітін  | Україна  | 2652                        | 3         | 12          | 8½           | 2771             |
| Лазаро Брузон     | Куба     | 2637                        | 2         | 11          | 8            | 2771             |
| Григорій Кайданов | США      | 2611                        | 4         | 10          | 8            | 2763             |
| Леньєр Домінгес   | Куба     | 2645                        | 1         | 11          | 7½           | 2749             |

## Жінки

### Десятка призерів
| Місце | Команда    | Склад                                                                        | Стартовий номер | Перемоги | Нічиї | Поразки | Очки |
| ----- | ---------- | ---------------------------------------------------------------------------- | --------------- | -------- | ----- | ------- | ---- |
| 1     | КНР        | Ксі Джан, Сюй Юйхуа, Чжао Сюе, Хуан Цянь                                     | 1               | 11       | 1     | 2       | 31   |
| 2     | США        | Жужа Полгар, Ірина Круш, Ганна Затонських, Дженіфер Шахейд                   | 3               | 10       | 3     | 1       | 28   |
| 3     | Росія      | Олександра Костенюк, Тетяна Косинцева, Катерина Ковалевська, Надія Косинцева | 2               | 9        | 3     | 2       | 27½  |
| 4     | Грузія     | Мая Чибурданідзе, Нана Дзагнідзе, Лейла Джавахішвілі, Марія Ломінешвілі      | 4               | 10       | 1     | 3       | 27½  |
| 5     | Франція    | Ельміра Скрипченко, Марі Себаг, Сільвія Коллас, Софі Мільє                   | 8               | 8        | 2     | 4       | 25½  |
| 6     | Угорщина   | Ільдіко Мадл, Жидон'я Вайда, Аніта Гара, Ніколета Лакос                      | 13              | 8        | 3     | 3       | 25   |
| 7     | Словаччина | Єва Репкова, Регіна Покорна, Сюзана Хагарова, Сюзана Борошова                | 12              | 8        | 2     | 4       | 25   |
| 8     | Англія     | Гаррієт Гант, Йованка Хоуска, Хетер Річардс, Мелані Баклі                    | 27              | 7        | 2     | 5       | 25   |
| 9     | Індія      | Гампі Конеру, Суббараман Віджаялакшмі, Харіка Дронаваллі, Ніша Мохота        | 6               | 8        | 3     | 3       | 24½  |
| 10    | Польща     | Івета Радзієвич, Моніка Соцко, Йоанна Двораковська, Марта Зелінська          | 7               | 7        | 3     | 4       | 24½  |
| 17    | Україна    | Наталя Жукова, Інна Гапоненко, Катерина Лагно, Ольга Александрова            | 5               | 5        | 6     | 3       | 23½  |

### Особовий залік
| Ім'я                | Країна   | ФІДЕ рейтинг на Липень 2004 | Шахівниця | Зіграла ігор | Здобула балів | Кінцевий рейтинг |
| ------------------- | -------- | --------------------------- | --------- | ------------ | ------------- | ---------------- |
| Жужа Полгар         | США      | 2567                        | 1         | 14           | 10½           | 2622             |
| Ксі Джун            | КНР      | 2569                        | 1         | 10           | 7             | 2597             |
| Чжао Сюе            | КНР      | 2487                        | 3         | 12           | 10            | 2596             |
| Гаррієт Гант        | Англія   | 2385                        | 1         | 13           | 9½            | 2558             |
| Надія Косинцева     | Росія    | 2446                        | 4         | 12           | 10            | 2550             |
| Вікторія Чміліте    | Литва    | 2442                        | 1         | 11           | 8½            | 2550             |
| Жідонья Вайда       | Угорщина | 2369                        | 2         | 12           | 9             | 2541             |
| Олександра Костенюк | Росія    | 2508                        | 1         | 11           | 7             | 2539             |
| Мая Чибурданідзе    | Грузія   | 2503                        | 1         | 13           | 8½            | 2531             |
| Гампі Конеру        | Індія    | 2503                        | 1         | 14           | 8½            | 2521             |

## Ігри чоловічої збірної України

### Україна 4— 0 Індонезія
| 1 тур 15.10.04 | 1 тур 15.10.04      | 1 тур 15.10.04 | 1 тур 15.10.04 | 1 тур 15.10.04 | 1 тур 15.10.04       |
| №              | Гравець             | Країна         | Рахунок        | Країна         | Гравець              |
| -------------- | ------------------- | -------------- | -------------- | -------------- | -------------------- |
| 1              | Василь Іванчук      | Україна        | 1:0            | Індонезія      | Мегаранто Сусанто    |
| 2              | Руслан Пономарьов   | Україна        | 2:0            | Індонезія      | Ліу Діді             |
| 3              | Моїсеєнко Олександр | Україна        | 3:0            | Індонезія      | Гануван Рубен        |
| 4              | Карякін Сергій      | Україна        | 4:0            | Індонезія      | Пурнама Тітра Чандра |

### Іспанія 0— 4 Україна
| 2 тур 16.10.04 | 2 тур 16.10.04            | 2 тур 16.10.04 | 2 тур 16.10.04 | 2 тур 16.10.04 | 2 тур 16.10.04      |
| №              | Гравець                   | Країна         | Рахунок        | Країна         | Гравець             |
| -------------- | ------------------------- | -------------- | -------------- | -------------- | ------------------- |
| 1              | Морено Кар'єро Жов'єр     | Іспанія        | 0:1            | Україна        | Василь Іванчук      |
| 2              | Перез Канделаріо Мануель  | Іспанія        | 0:2            | Україна        | Андрій Волокітін    |
| 3              | Герайз Хідальго Херміньйо | Іспанія        | 0:3            | Україна        | Олександр Моїсеєнко |
| 4              | Ібара Жерез Хосе Карлос   | Іспанія        | 0:4            | Україна        | Павло Ельянов       |

### Україна 4— 0 Чехія
| 3 тур 17.10.04 | 3 тур 17.10.04    | 3 тур 17.10.04 | 3 тур 17.10.04 | 3 тур 17.10.04 | 3 тур 17.10.04   |
| №              | Гравець           | Країна         | Рахунок        | Країна         | Гравець          |
| -------------- | ----------------- | -------------- | -------------- | -------------- | ---------------- |
| 1              | Василь Іванчук    | Україна        | 1:0            | Чехія          | Девід Навара     |
| 2              | Руслан Пономарьов | Україна        | 2:0            | Чехія          | Грацек Збунек    |
| 3              | Андрій Волокітін  | Україна        | 3:0            | Чехія          | Властіміл Бабула |
| 4              | Павло Ельянов     | Україна        | 4:0            | Чехія          | Юрій Стоцек      |

### Росія 1,5— 2,5 Україна
| 4 тур 18.10.04 | 4 тур 18.10.04      | 4 тур 18.10.04 | 4 тур 18.10.04 | 4 тур 18.10.04 | 4 тур 18.10.04      |
| №              | Гравець             | Країна         | Рахунок        | Країна         | Гравець             |
| -------------- | ------------------- | -------------- | -------------- | -------------- | ------------------- |
| 1              | Олександр Морозевич | Росія          | 0:1            | Україна        | Василь Іванчук      |
| 2              | Олександр Грищук    | Росія          | 0,5:0,5        | Україна        | Руслан Пономарьов   |
| 3              | Олександр Халіфман  | Росія          | 0,5:0,5        | Україна        | Андрій Волокітін    |
| 4              | Вадим Зв'ягінцев    | Росія          | 0,5:0,5        | Україна        | Олександр Моїсеєнко |

### Україна 2— 2 Ізраїль
| 5 тур 19.10.04 | 5 тур 19.10.04    | 5 тур 19.10.04 | 5 тур 19.10.04 | 5 тур 19.10.04 | 5 тур 19.10.04  |
| №              | Гравець           | Країна         | Рахунок        | Країна         | Гравець         |
| -------------- | ----------------- | -------------- | -------------- | -------------- | --------------- |
| 1              | Василь Іванчук    | Україна        | 0,5:0,5        | Ізраїль        | Борис Гельфанд  |
| 2              | Руслан Пономарьов | Україна        | 0,5:0,5        | Ізраїль        | Еміль Сутовскій |
| 3              | Андрій Волокітін  | Україна        | 0,5:0,5        | Ізраїль        | Іль'я Смірін    |
| 4              | Павло Ельянов     | Україна        | 0,5:0,5        | Ізраїль        | Борис Аврух     |

### Україна 2,5— 1,5 Азербайджан
| 6 тур 20.10.04 | 6 тур 20.10.04      | 6 тур 20.10.04 | 6 тур 20.10.04 | 6 тур 20.10.04 | 6 тур 20.10.04    |
| №              | Гравець             | Країна         | Рахунок        | Країна         | Гравець           |
| -------------- | ------------------- | -------------- | -------------- | -------------- | ----------------- |
| 1              | Василь Іванчук      | Україна        | 1:0            | Азербайджан    | Тимур Раджабов    |
| 2              | Андрій Волокітін    | Україна        | 0,5:0,5        | Азербайджан    | Шахріяр Мамедяров |
| 3              | Моїсеєнко Олександр | Україна        | 0:1            | Азербайджан    | Вугар Гашимов     |
| 4              | Карякін Сергій      | Україна        | 1:0            | Азербайджан    | Рауф Мамедов      |

### Індія 1,5— 2,5 Україна
| 7 тур 22.10.04 | 7 тур 22.10.04     | 7 тур 22.10.04 | 7 тур 22.10.04 | 7 тур 22.10.04 | 7 тур 22.10.04    |
| №              | Гравець            | Країна         | Рахунок        | Країна         | Гравець           |
| -------------- | ------------------ | -------------- | -------------- | -------------- | ----------------- |
| 1              | Вішванатан Ананд   | Індія          | 0,5:0,5        | Україна        | Василь Іванчук    |
| 2              | Крішнен Сашікаран  | Індія          | 0,5:0,5        | Україна        | Руслан Пономарьов |
| 3              | Пентала Харікрішна | Індія          | 0,5:0,5        | Україна        | Павло Ельянов     |
| 4              | Абгіджіт Канте     | Індія          | 0:1            | Україна        | Сергій Карякін    |

### Болгарія 1,5— 3,5 Україна
| 8 тур 23.10.04 | 8 тур 23.10.04    | 8 тур 23.10.04 | 8 тур 23.10.04 | 8 тур 23.10.04 | 8 тур 23.10.04      |
| №              | Гравець           | Країна         | Рахунок        | Країна         | Гравець             |
| -------------- | ----------------- | -------------- | -------------- | -------------- | ------------------- |
| 1              | Кирило Георгієв   | Болгарія       | 0,5:0,5        | Україна        | Василь Іванчук      |
| 2              | Олександр Дельчев | Болгарія       | 0:1            | Україна        | Андрій Волокітін    |
| 3              | Іван Чепарянов    | Болгарія       | 0:1            | Україна        | Олександр Моїсеєнко |
| 4              | Юліан Радульський | Болгарія       | 0:1            | Україна        | Сергій Карякін      |

### Україна 2— 2 Вірменія
| 9 тур 24.10.04 | 9 тур 24.10.04      | 9 тур 24.10.04 | 9 тур 24.10.04 | 9 тур 24.10.04 | 9 тур 24.10.04    |
| №              | Гравець             | Країна         | Рахунок        | Країна         | Гравець           |
| -------------- | ------------------- | -------------- | -------------- | -------------- | ----------------- |
| 1              | Василь Іванчук      | Україна        | 0,5:0,5        | Вірменія       | Володимир Акопян  |
| 2              | Руслан Пономарьов   | Україна        | 0:1            | Вірменія       | Рафаель Ваганян   |
| 3              | Андрій Волокітін    | Україна        | 1:0            | Вірменія       | Смбат Лпутян      |
| 4              | Олександр Моїсеєнко | Україна        | 0,5:0,5        | Вірменія       | Габріель Саркісян |

### США 2— 2 Україна
| 10 тур 25.10.04 | 10 тур 25.10.04   | 10 тур 25.10.04 | 10 тур 25.10.04 | 10 тур 25.10.04 | 10 тур 25.10.04   |
| №               | Гравець           | Країна          | Рахунок         | Країна          | Гравець           |
| --------------- | ----------------- | --------------- | --------------- | --------------- | ----------------- |
| 1               | Олександр Оніщук  | США             | 0,5:0,5         | Україна         | Василь Іванчук    |
| 2               | Олександр Шабалов | США             | 0,5:0,5         | Україна         | Руслан Пономарьов |
| 3               | Олександр Голдін  | США             | 0,5:0,5         | Україна         | Павло Ельянов     |
| 4               | Георгій Кайданов  | США             | 0,5:0,5         | Україна         | Сергій Карякін    |

### Україна 3— 1 Куба
| 11 тур 26.10.04 | 11 тур 26.10.04   | 11 тур 26.10.04 | 11 тур 26.10.04 | 11 тур 26.10.04 | 11 тур 26.10.04 |
| №               | Гравець           | Країна          | Рахунок         | Країна          | Гравець         |
| --------------- | ----------------- | --------------- | --------------- | --------------- | --------------- |
| 1               | Василь Іванчук    | Україна         | 1:0             | Куба            | Леньєр Домінгес |
| 2               | Руслан Пономарьов | Україна         | 0:1             | Куба            | Лазаро Брузон   |
| 3               | Андрій Волокітін  | Україна         | 1:0             | Куба            | Хесус Ногейрас  |
| 4               | Сергій Карякін    | Україна         | 1:0             | Куба            | Юнескі Квезада  |

### Україна 2,5— 1,5 Польща
| 12 тур 27.10.04 | 12 тур 27.10.04  | 12 тур 27.10.04 | 12 тур 27.10.04 | 12 тур 27.10.04 | 12 тур 27.10.04   |
| №               | Гравець          | Країна          | Рахунок         | Країна          | Гравець           |
| --------------- | ---------------- | --------------- | --------------- | --------------- | ----------------- |
| 1               | Василь Іванчук   | Україна         | 0,5:0,5         | Польща          | Маціжа Бартломей  |
| 2               | Андрій Волокітін | Україна         | 0:1             | Польща          | Михайло Красенков |
| 3               | Павло Ельянов    | Україна         | 1:0             | Польща          | Роберт Кемпінскій |
| 4               | Карякін Сергій   | Україна         | 1:0             | Польща          | Бартош Соцко      |

### Україна 2— 2 Грузія
| 13 тур 28.10.04 | 13 тур 28.10.04     | 13 тур 28.10.04 | 13 тур 28.10.04 | 13 тур 28.10.04 | 13 тур 28.10.04      |
| №               | Гравець             | Країна          | Рахунок         | Країна          | Гравець              |
| --------------- | ------------------- | --------------- | --------------- | --------------- | -------------------- |
| 1               | Руслан Пономарьов   | Україна         | 0,5:0,5         | Грузія          | Зураб Азмайпарашвілі |
| 2               | Андрій Волокітін    | Україна         | 0,5:0,5         | Грузія          | Георгій Качеішвілі   |
| 3               | Олександр Моїсеєнко | Україна         | 0,5:0,5         | Грузія          | Звіяд Ізор'я         |
| 4               | Павло Ельянов       | Україна         | 0,5:0,5         | Грузія          | Тамаз Гелашвілі      |

### Франція 1— 3 Україна
| 14 тур 29.10.04 | 14 тур 29.10.04      | 14 тур 29.10.04 | 14 тур 29.10.04 | 14 тур 29.10.04 | 14 тур 29.10.04     |
| №               | Гравець              | Країна          | Рахунок         | Країна          | Гравець             |
| --------------- | -------------------- | --------------- | --------------- | --------------- | ------------------- |
| 1               | Жоель Лотьє          | Франція         | 0,5:0,5         | Україна         | Василь Іванчук      |
| 2               | Лоран Фресіне        | Франція         | 0:1             | Україна         | Андрій Волокітін    |
| 3               | Йосип Дорфман        | Франція         | 0,5:0,5         | Україна         | Олександр Моїсеєнко |
| 4               | Ігор-Александр Натаф | Франція         | 0:1             | Україна         | Павло Ельянов       |